# خالد عبد السلام
خالد عبد السلام، ممثل مصري .

## عن حياته
له العديد من الأعمال التلفزيونية .

## من أعماله

### المسلسلات
- دنيا جديدة
- الصندوق الأسود
- لحظات حرجة 3
- المنتقم

### المسلسلات الإذاعية
- حكايات الشهيد .
- المصرى افندى .
- الإمام الشافعى .
- سفيان الثورى .
- المسلسل العمانى الإمبراطور .

### سهرات تلفزيونية
- النسيم العليل عليل
- شاطئ الآربعين

## روابط خارجية
- خالد عبد السلام على موقع الدهليز
- خالد عبد السلام على موقع قاعدة بيانات الأفلام العربية